# Armée informatique d'Ukraine
L'armée informatique d'Ukraine (en ukrainien : IT-армія України) est une organisation de cyberguerre volontaire créée fin février 2022 pour lutter contre l'intrusion numérique de l'information ukrainienne et du cyberespace après le début de l'invasion russe de l'Ukraine le 24 février 2022,. Le groupe mène également des opérations de cyberguerre offensives et le cyber-responsable du gouvernement ukrainien Victor Zhora a déclaré que ses pirates enrôlés n'attaqueraient que des cibles militaires.

## Formation
Le 26 février 2022, le ministre de la Transformation numérique et premier vice-Premier ministre ukrainien, Mykhailo Fedorov, a annoncé la création de l'armée informatique et demande dans un tweet à toutes les personnes souhaitant participer à l'effort de guerre de la rejoindre.
Selon Reuters, le gouvernement ukrainien a demandé des volontaires parmi les hackers du pays pour aider à protéger les infrastructures critiques et mener des missions de cyberespionnage contre les troupes russes.

## Objectifs
Les volontaires qui ont rejoint le groupe sont divisés en cyber-unités offensives et défensives. Alors que l'unité de volontaires offensifs aiderait l'armée ukrainienne à mener des opérations d'espionnage numérique contre les envahisseurs russes, l'unité défensive serait employée pour défendre des infrastructures telles que des centrales électriques et des systèmes d'approvisionnement en eau. 
Le gouvernement ukrainien a utilisé Twitter et Telegram pour partager une liste de cibles russes et biélorusses à attaquer par l'armée. Les opérateurs russes de rançongiciels ont réagi en offrant leur aide pour contrer l'effort ukrainien.

## Ralliements
Cette armée informatique d'Ukraine est ralliée par un collectif de hackers se présentant sous la bannière d'Anonymous qui annonce le 17 mars 2022 avoir déjà piraté plus de 2500 sites russes liés au pouvoir en place ou à des sociétés privées détenues par des oligarques russes. Elle compterait plusieurs dizaines de milliers de participants par jour coordonnés notamment sur Telegram par le ministère de la transformation numérique.
De nombreux citoyens occidentaux ont également souhaité rejoindre les différents collectifs numériques de soutien à l'armée ukrainienne, notamment au Royaume-Uni. Cependant, les autorités britanniques avertissent leurs ressortissants en soulignant leur méconnaissance des mesures à mettre en place pour se protéger lorsqu'on participe à une cyberguerre.
Le Financial Times souligne l'aide numérique apportée par le gouvernement américain et par certaines grandes firmes du numérique, comme Microsoft, aux forces armées ukrainiennes.

## Activités
- Fedorov a demandé l'aide de cyberspécialistes et a tweeté un télégramme avec une liste de 31 sites Web d'entreprises et d'organisations étatiques russes[11],[12],[4],
- Le 28 février 2022, l'Armée informatique d'Ukraine a piraté le site Internet de la Bourse de Moscou. L'Armée informatique d'Ukraine a indiqué qu'il ne leur avait fallu que cinq minutes pour rendre le site Web inaccessible[13],[14],[15],
- Le même jour, l'armée informatique pirate le site Web de la Sberbank, la plus grande banque de Russie. L'armée informatique a également lancé des attaques contre d'autres sites russes et biélorusses, notamment les sites Web gouvernementaux de Russie et de Biélorussie, le Service fédéral de sécurité de la fédération de Russie et l'agence de presse d'État biélorusse BelTA, entre autres[12],
- Selon Reuters, le groupe cible les réseaux électriques et ferroviaires russes pour empêcher les unités russes d'atteindre l'Ukraine[16].
- L'armée informatique d'Ukraine utilise le système de reconnaissance faciale de Clearview afin d'identifier les corps de soldats russes morts au combat et informer leur famille de leur décès, dans le but de créer de la révolte interne en Russie. La chercheuse en surveillance Stephanie Hare qualifie cette activité de guerre psychologique et émet l'hypothèse qu'elle puisse a contrario renforcer le sentiment anti-ukrainien en Russie[17].